# Festival de Cannes 1963
La 16e édition du Festival de Cannes a lieu du 9 au 23 mai 1963 et se déroule au Palais des Festivals dit Palais Croisette, 50 du boulevard de la Croisette.

## Jury de la compétition
- Armand Salacrou (président)
- Jacqueline Audry
- Kashiko Kawakita
- Wilfrid Baumgartner
- Jean de Baroncelli
- François Chavane
- Robert Hossein
- Jourenev
- Rouben Mamoulian
- Steven Pallos
- J.L. Rondi
- Ahmed Sefrioui

## Sélection

### Sélection officielle

#### Compétitions
La sélection officielle en compétition se compose de 26 films :
- Comme deux gouttes d'eau (Als twee druppels water) de Fons Rademakers
- Alvorada de Hugo Niebeling
- Un jour un chat (Až přijde kocou) de Vojtěch Jasný
- Carambolages de Marcel Bluwal
- Codine (Codin) de Henri Colpi
- El buen amor de Francisco Regueiro
- El otro Cristóbal d'Armand Gatti
- Les Fiancés (I fidanzati) d'Ermanno Olmi
- Le Guépard (Il Gattopardo) de Luchino Visconti
- L'Art d'être aimée (Jak być kochaną) de Wojciech Has
- Une rue comme il faut (Kertes házak utcája) de Tamás Fejér
- Le Lit conjugal (Una storia moderna: l'ape regina) de Marco Ferreri
- La Cage de Robert Darène
- La Reine diabolique (Wu Ze Tian) de Li Han-hsiang
- Le Rat d'Amérique de Jean-Gabriel Albicocco
- Les Abysses de Nikos Papatakis
- Sa Majesté des mouches de Peter Brook
- Les Solitaires (Los venerables todos) de Manuel Antín
- La Tragédie optimiste (Optimisticheskaya tragediya) de Samson Samsonov
- Ciel (Ouranos) de Tákis Kanellópoulos
- Pour la suite du monde de Pierre Perrault et Michel Brault
- Hara-kiri (Seppuku) de Masaki Kobayashi
- Le Prix d'un homme (This Sporting Life) de Lindsay Anderson
- Du silence et des ombres (To Kill a Mockingbird) de Robert Mulligan
- Tabac (Tyutyun) de Nikola Korabov
- Qu'est-il arrivé à Baby Jane ? (What Ever Happened to Baby Jane?) de Robert Aldrich

#### Hors compétition
2 films sont présentés hors compétition :
- Huit et demi (Otto e mezzo) de Federico Fellini
- Les Oiseaux (The Birds) d'Alfred Hitchcock

### Semaine de la critique
- Déjà s'envole la fleur maigre de Paul Meyer (Belgique)
- Hallelujah les collines (Hallelujah the Hills) d'Adolfas Mokas (Etats-Unis)
- Le Joli mai de Chris Marker et Pierre Lhomme (France)
- Le Péché suédois de Bo Widerberg (Suède)
- Pelle viva de Giuseppe Fina (Italie)
- Porto das caixas de Paulo César Saraceni (Brésil)
- Seul ou avec d'autres de Denys Arcand, Denis Héroux et Stéphane Venne (Canada)
- Le Soleil dans le filet de Stefan Uher (Tchécoslovaquie)
- Le Traquenard de Hiroshi Teshigahara (Japon)

## Palmarès
- Palme d'or (à l'unanimité)[3] : Le Guépard (Il Gattopardo) de Luchino Visconti
- Prix spécial du jury (ex æquo) : Hara-kiri (Seppuku) de Masaki Kobayashi et Un jour un chat (Až přijde kocou) de Vojtěch Jasný
- Prix d'interprétation féminine  : Marina Vlady pour Le Lit conjugal (Una storia moderna: l'ape regina) de Marco Ferreri
- Prix d'interprétation masculine : Richard Harris pour Le Prix d'un homme (This Sporting Life) de Lindsay Anderson
- Prix du scénario : Henri Colpi pour Codine (Codin)
- Prix de la Critique internationale : Le Prix d'un homme (This Sporting Life)  de Lindsay Anderson